# Glycine (növénynemzetség)
A Glycine a pillangósvirágúak (Fabaceae) családjába, a bükkönyformák (Faboideae) alcsaládjába tartozó növénynemzetség. Legismertebb tagja a szójabab. A Glycine nevet Carl von Linné vezette be, az általa kiadott Genera Plantarum első, 1737-es kiadásában. A glycine szó a görög glykys (édes) szóból ered és valószínűleg a Glycine apios édes, körte alakú (gör: apios), ehető gumójára utal, amelyet ez az észak-amerikai kúszónövény terem. Ennek a növénynek a besorolása megváltozott azóta, jelenleg Apios americana néven ismert, és az Apios nemzetség tagja.

## Fajok
Glycine alnemzetség
- Glycine albicans Tindale & Craven
- Glycine aphyonota B.E.Pfeil
- Glycine arenaria Tindale
- Glycine argyrea Tindale
- Glycine canescens F.J.Herm.
- Glycine clandestina J.C.Wendl.
- Glycine curvata Tindale
- Glycine cyrtoloba Tindale
- Glycine falcata Benth.
- Glycine gracei B.E.Pfeil & Craven
- Glycine hirticaulis Tindale & Craven
- Glycine hirticaulis subsp. leptosa B.E.Pfeil
- Glycine lactovirens Tindale & Craven
- Glycine latifolia (Benth.) C.Newell  & Hymowitz
- Glycine latrobeana (Meissner) Benth.
- Glycine microphylla (Benth.) Tindale
- Glycine montis-douglas B.E.Pfeil & Craven
- Glycine peratosa B.E.Pfeil & Tindale
- Glycine pescadrensis Hayata
- Glycine pindanica Tindale & Craven
- Glycine pullenii B.E.Pfeil, Tindale & Craven
- Glycine rubiginosa Tindale & B.E.Pfeil
- Glycine stenophita B.E.Pfeil & Tindale
- Glycine syndetika B.E.Pfeil & Craven
- Glycine tabacina (Labill.) Benth.
- Glycine tomentella Hayata

Soja alnemzetség
- Vad szója Glycine soja Sieb. & Zucc.
- Szójabab, Glycine max (L.) Merr.